# Williams & Humbert
Williams & Humbert es una empresa bodeguera con sede en Jerez de la Frontera, Cádiz, España, dedicada a la producción de vinos y Brandies de Jerez, y otros licores. También comercializa su propia marca de productos ibéricos y quesos.

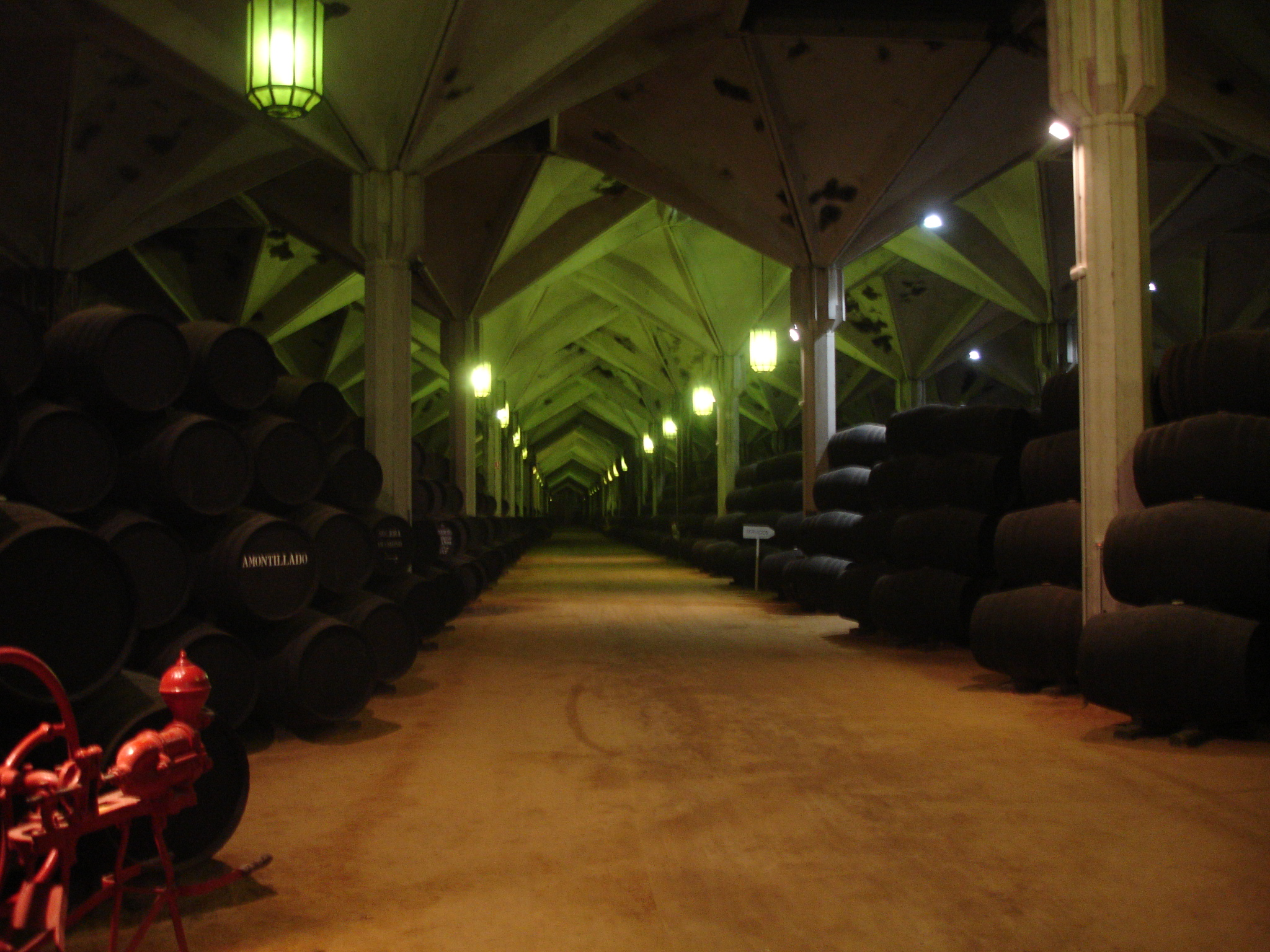
Interior de la bodega

## Historia
La bodega fue fundada en 1877 por Alexander Williams, gran conocedor y admirador de los productos jerezanos, y Arthur Humbert, especialista en relaciones internacionales.
Desde entonces se conservan parte de los vinos y brandies de la casa en botas de roble de la más alta calidad (soleras). Estos forman la base del actual desarrollo y crianza de cada uno de los vinos y brandies de las Bodegas Williams & Humbert.
En los años 1960, los miembros de la familia Medina, José, Nicolás, Jesús y Ángel, integrados en distintas bodegas de Jerez, decidieron continuar su andadura profesional creando su propia bodega con el nombre de "José Medina y Compañía". La empresa, iniciada por José Medina, contó con el apoyo externo de sus hermanos que se incorporaron de forma total dos años más tarde.
El negocio se desarrolló fundamentalmente con mercados exteriores y fue creciendo mediante acuerdos de colaboración con distintas compañías compradoras hasta llegar al año 1979 en el que formó sociedad con la multinacional holandesa Royal Ahold, a través de la sociedad Luis Páez, que se repartieron al cincuenta por ciento. Esta asociación y posteriores acuerdos de colaboración permitieron a la empresa incrementar su presencia en Jerez. A principios de los noventa compraron una pequeña participación en Williams & Humbert, que terminaron siendo controlada por la familia Medina. Williams & Humbert, da nombre a todos los negocios de esta empresa (Bodegas Williams & Humbert S.A.). La familia Medina alcanzó en 2005 un acuerdo con Royal Ahold para adquirir el 50% que esta poseía. 
Además de las instalaciones centrales (es la bodega más grande de Europa), Williams & Humbert lo conforman las viñas y la compañía distribuidora en España, denominada SOVISUR.  Bodegas Williams & Humbert comercializa sus productos en más de 80 países y ha desarrollado un programa de diversificación en el sector agroalimentario de alta calidad bajo su marca Medina del Encinar, a través de la cual se comercializan derivados del cerdo ibérico.
SOVISUR distribuye sus productos en todo el territorio nacional, entre los cuales destacan los vinos de Jerez como Canasta y Dry Sack y el brandy Gran Duque de Alba. Además, ha incorporado a vinos de otras denominaciones de origen, como Ribera del Duero, con sus tintos Marqués de Polavieja; Rioja, como los tintos Viña Paul y Peñazola; vinos de la D. O. Rueda, como Viña Saltés; y por último Albariño, como el Espírito da Terra. Entre sus proyectos innovadores figuran Crema de Alba, elaborada con brandy solera gran reserva, los rones Dos Maderas y Dos Maderas PX, rones con un doble proceso de crianza, fusión de dos culturas.
En 2018, el magnate filipino Lucio Co, propietario de la cadena de supermercados Puregold Price Club, una de las principales de Filipinas, se hizo con el 30% de la entidad, por 25 millones de euros, de los cuales, 15 millones fueron a la propia sociedad y los otros diez restantes se lo repartieron los accionistas.

## Sede
El edificio de las bodegas es el más grande de Europa en un solo casco, lo cual la hace, con toda probabilidad, la más grande del mundo. Constituye una obra de ingeniería digna de admiración, a la que se le concedió el "premio nacional de arquitectura".[cita requerida]
Tras abandonar su original emplazamiento en el barrio de Santo Domingo (donde aún quedan vestigios interesante en el parque de igual nombre)), las bodegas constituyen actualmente un complejo bodeguero, el más grande de Europa, resuelto íntegramente mediante elementos prefabricados de hormigón armado por el ingeniero Antonio García Valcárcel y por los arquitectos Ignacio González Mesones, Lorenzo Martín Nieto y Carlos Canela Jiménez en 1974. Importante esfuerzo tecnológico de diseño y puesta en obra, que recoge la experiencia previa de las portuenses bodegas de Terry, de los mismos autores, solucionando satisfactoriamente los problemas constructivos, fundamentalmente de filtraciones, que se originaron en aquellas.
Todo el espacio se genera por la asociación de un único elemento modular, un paraguas formado por una pirámide octogonal invertida que apoya en un mástil vertical. De esta forma, el agua de lluvia se conduce de manera natural al subsuelo para refrescar y aislar las botas. Los cerramientos se resuelven igualmente con un único módulo prefabricado que confiere una gran unidad al conjunto, repitiendo hasta el infinito un abstracto orden apilastrado. El edificio exento, Recepción, aunque de los mismos autores es resultado de un proyecto posterior. La resolución formal, espacial y constructiva se ha confiado y supeditado a la resolución de un problema fundamentalmente tecnológico, alcanzado en este caso un resultado satisfactorio. Fue incluida, en septiembre de 2009, en el Inventario de Bienes Reconocidos del Patrimonio Histórico Andaluz, por Resolución de la Dirección General de Bienes Culturales de la Junta de Andalucía.

### Botas
Como la mayoría de bodegas jerezanas tiene botas (como se les llama a las barricas en Jerez) firmadas por distintas personalidades que han pasado por ella. Destacan 4 barricas firmadas por los Beatles y otras firmadas por los Reyes de España (Juan Carlos de Borbón y Sofía de Grecia), Isabel II, reina de Inglaterra, Rafael Alberti, José María Pemán, Enrique Tierno Galván, el actor Peter O'Toole, Albano, Luis Eduardo Aute o Alfonso de Orleans y Elena de Savoya, .
Tiene diversas obras de arte en sus instalaciones, destacando la "Sherry Girl", del siglo XIX

## Principales productos
- Gran Duque de Alba: Brandy Solera Gran Reserva. Es el número uno en ventas dentro de su categoría a nivel nacional y uno de los primeros en el mercado foráneo. Cuenta en su haber con reconocimientos y premios de certámenes de prestigio.[12]
- Crema de Alba: única crema elaborada sobre la base de Brandy, un Solera Gran Reserva como es el Gran Duque de Alba.
- Dos Maderas: Su materia prima es un blend de los mejores rones de las mejores zonas de producción del Caribe (Barbados y Guyana).Este blend reposa durante 5 años en su lugar de origen para, una vez transcurrido el citado periodo en el Caribe, ser trasladado a las instalaciones centrales de Williams & Humbert donde el ron reposará durante 3 años más en botas que han contenido "Dos Cortados" un oloroso con 20 años de vejez certificada por el Consejo Regulador de la D.Origen Xérez-Jerez-Sherry.
- Canasta: Es el oloroso dulce más vendido de España. Su nombre se ha convertido en un genérico.
- Dry Sack: Vino Fino ideal para el aperitivo.

En 2017 lanzaron el prime Jerez ecológico.

## Patrocinio deportivo
Durante más de 10 temporadas, Williams & Humbert patrocinó al equipo de su localidad, el Xerez CD, con varios de sus productos como Canasta, Dry Sack o Crema D Alba.
En la temporada 2024/25 Williams & Humbert y el Xerez CD volvieron a juntarse con un nuevo acuerdo de patrocinio, principalmente con el vino Canasta, el cual se presenta en los partidos con una lona que recubre todo el centro del campo y además se obsequia a cada jugador del equipo rival con un estuche de este mismo vino.

## Galería

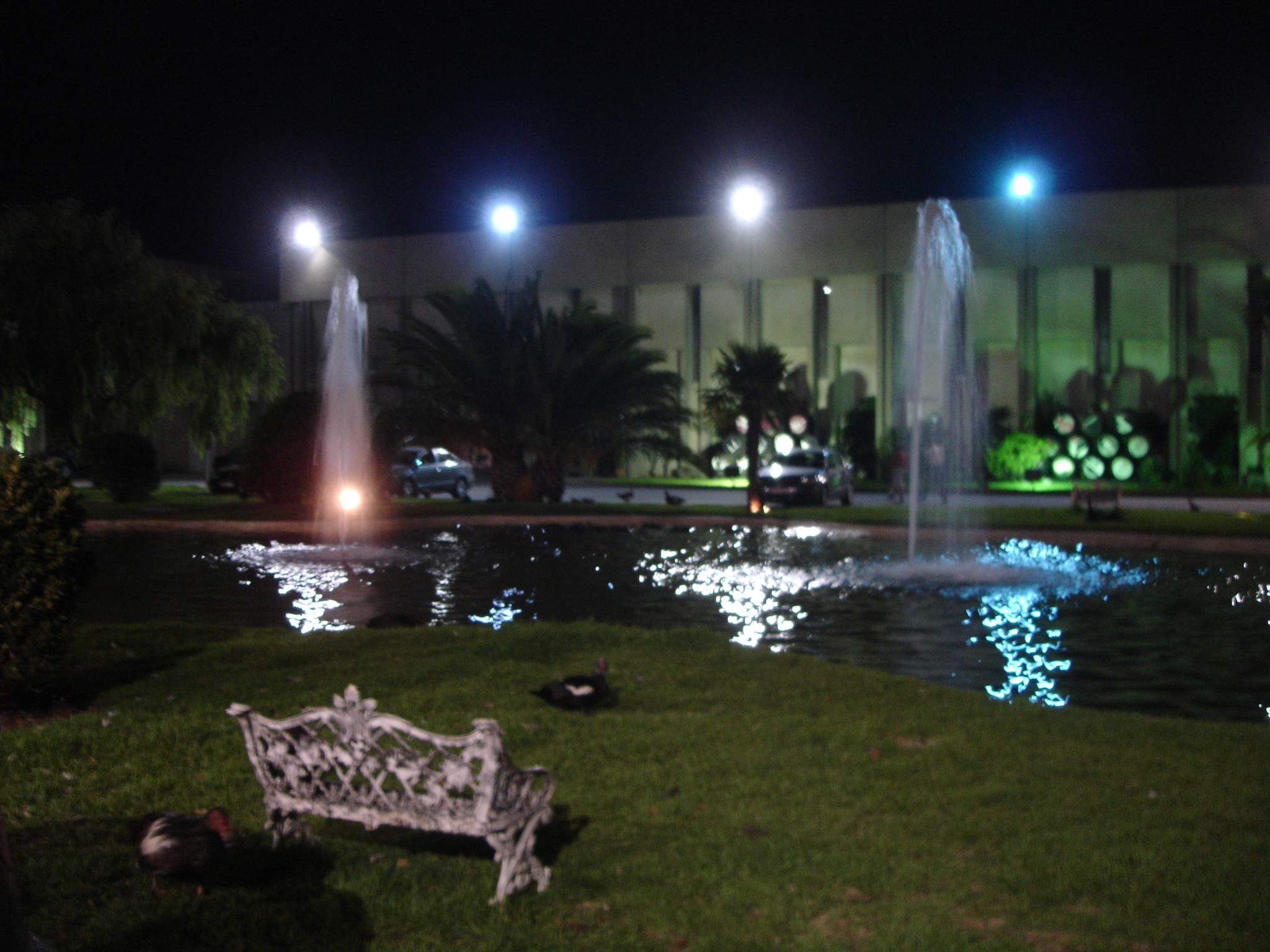
Jardines
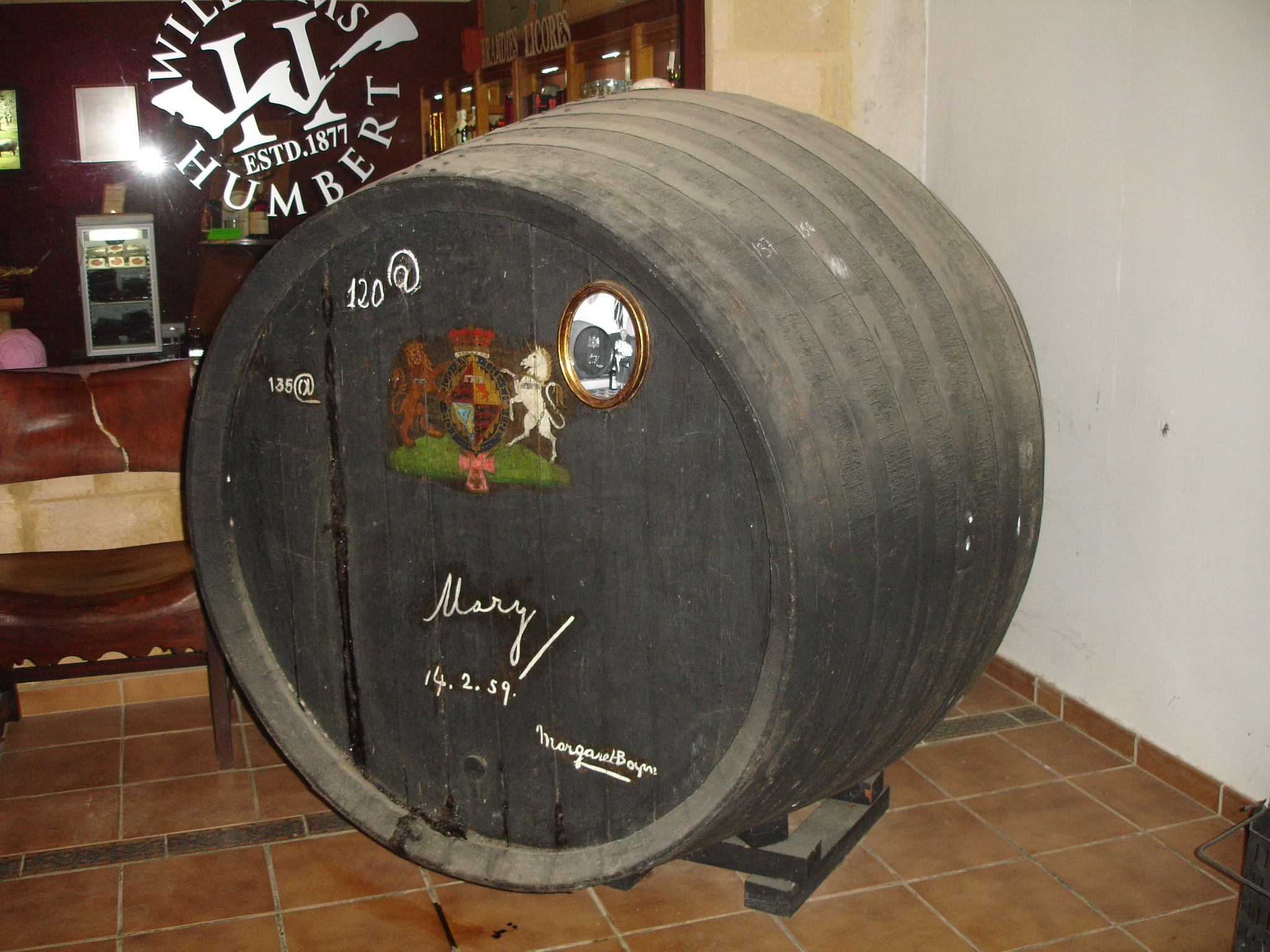
Bota firmada
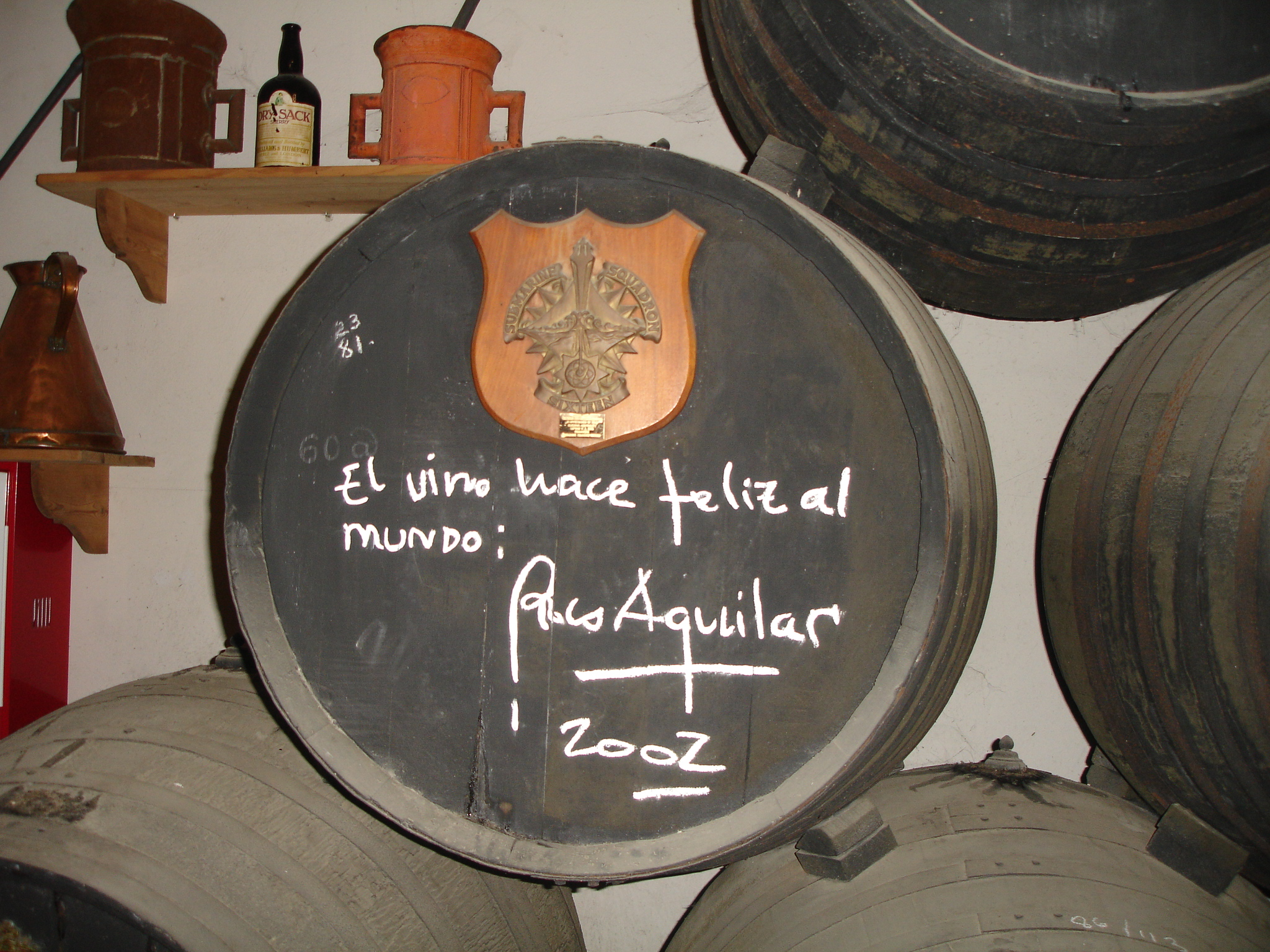
Bota firmada
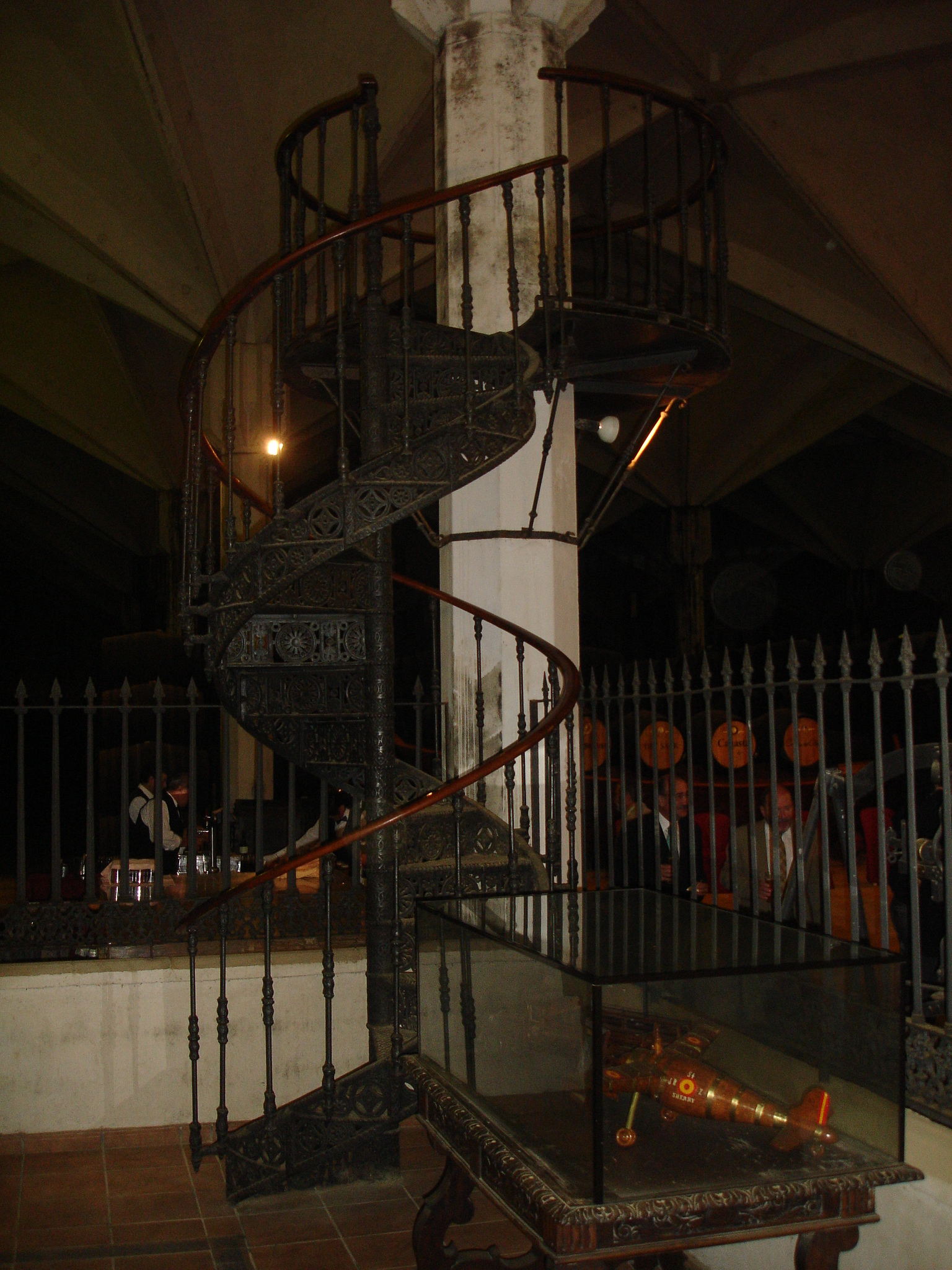
Escalera de caracol para ver la bodega entera
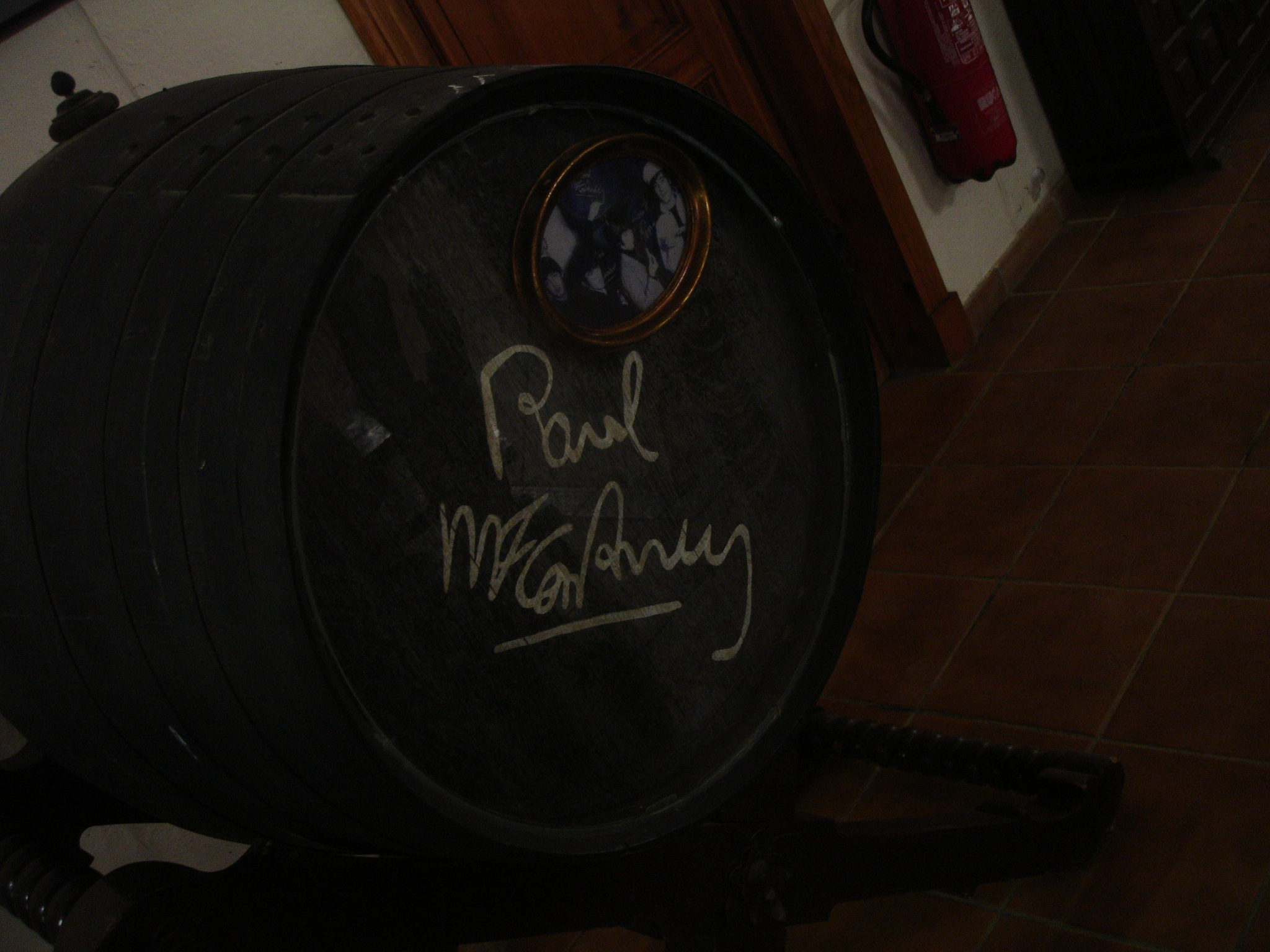
Paul McCartney
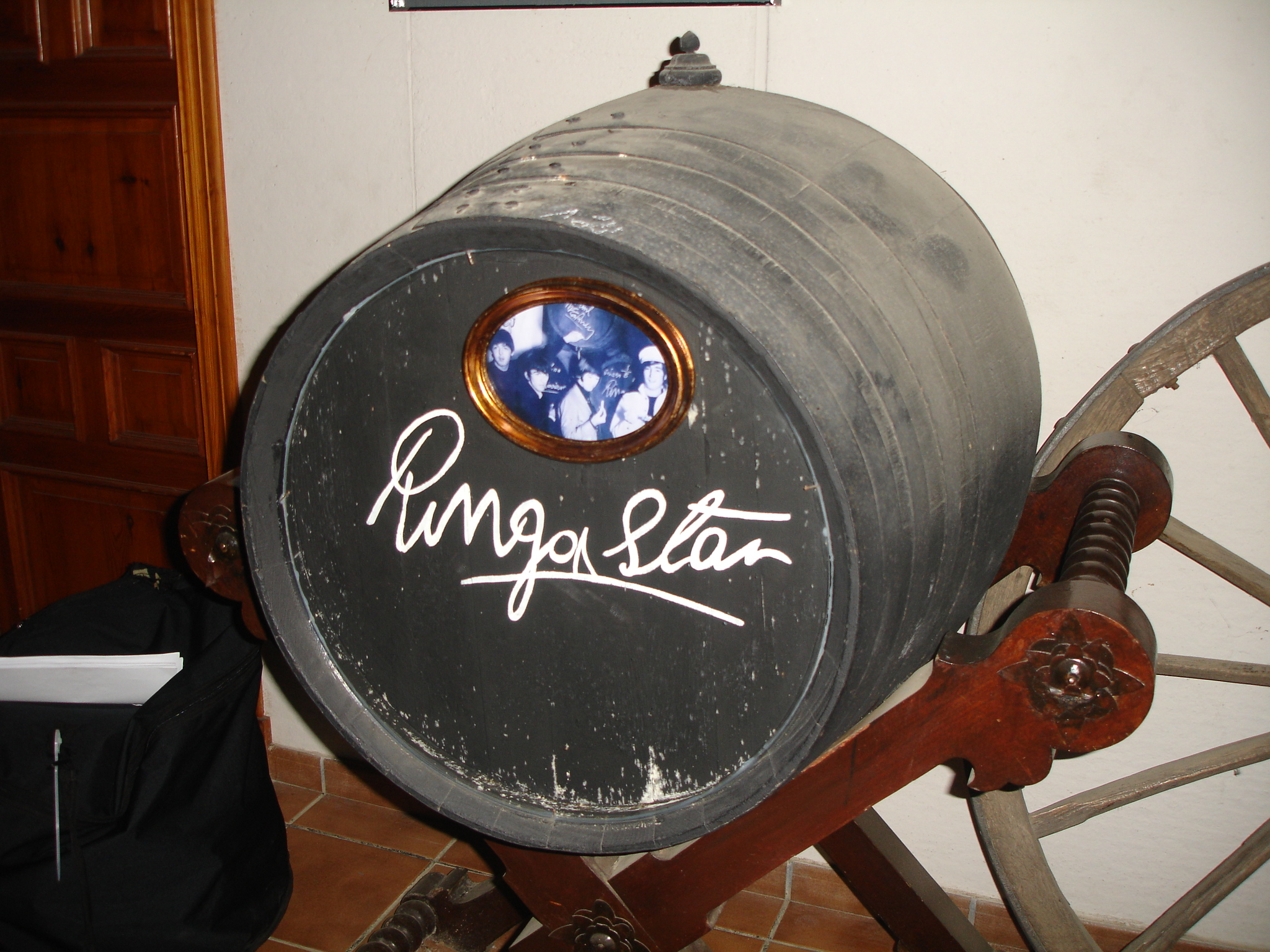
Ringo Starr
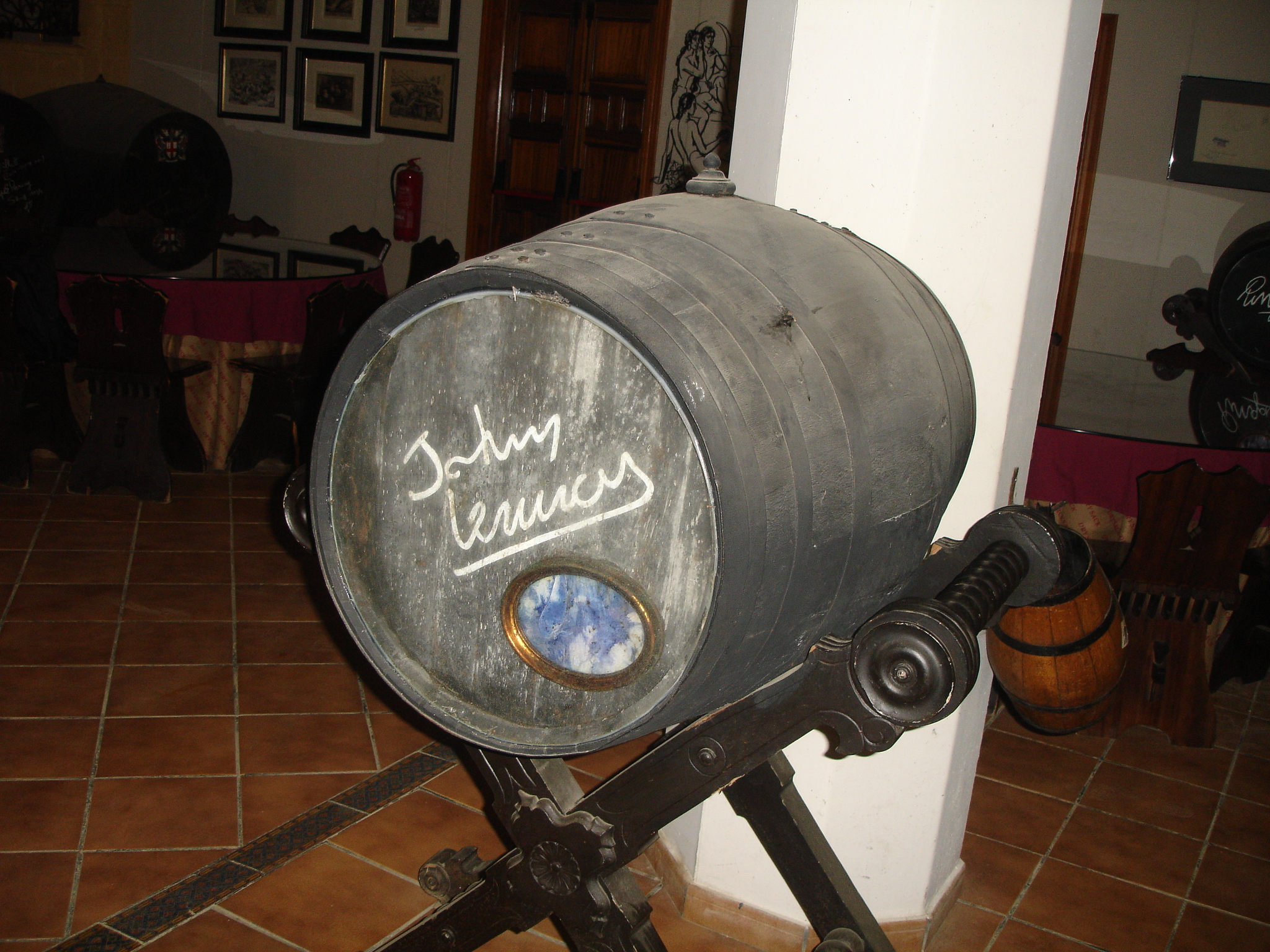
John Lennon
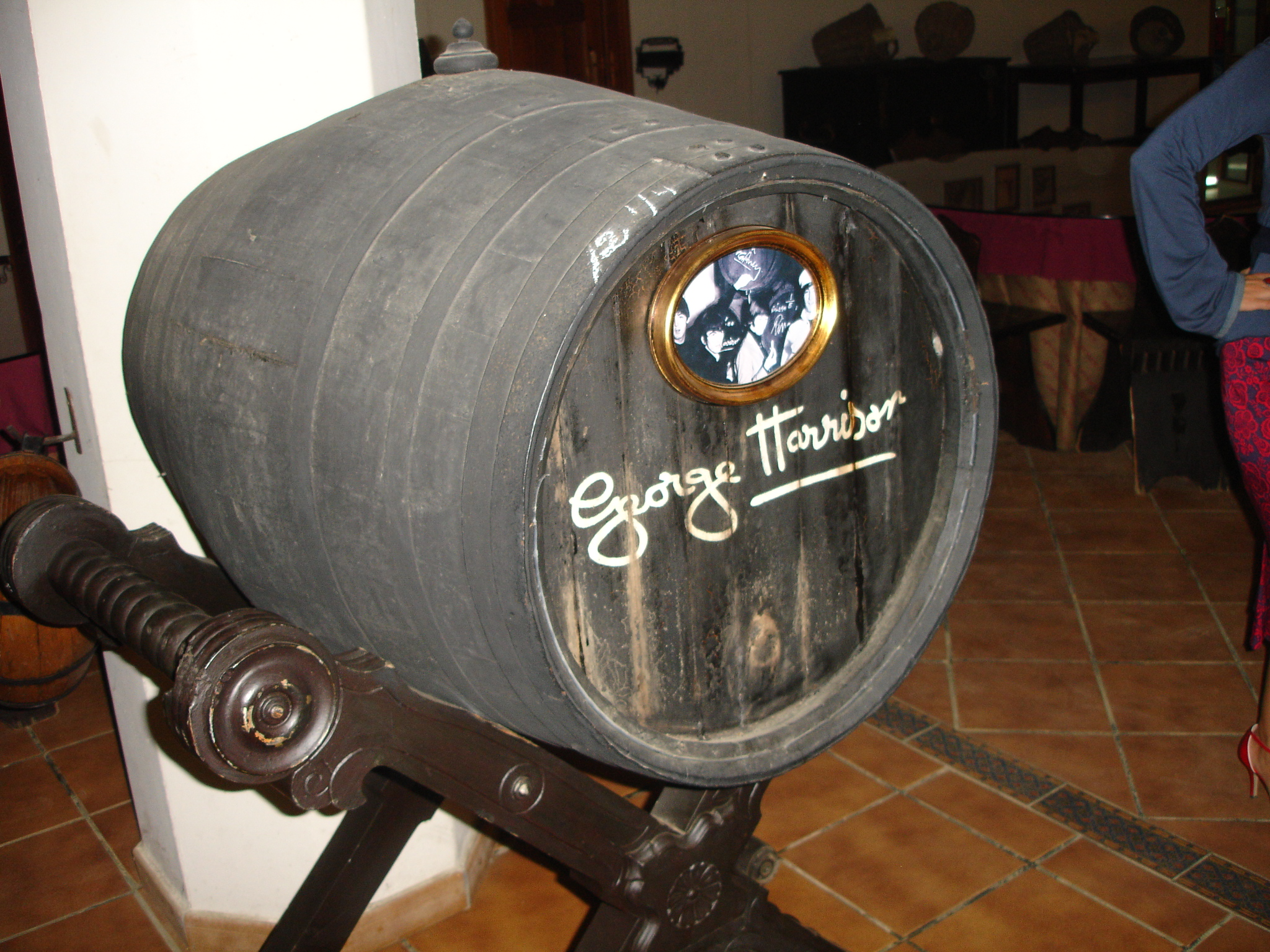
George Harrison